# 加藤勝蔵
加藤 勝蔵（かとう しょうぞう、1892年（明治25年）2月28日 - 1971年（昭和46年）10月4日）は、大日本帝国陸軍軍人。最終階級は陸軍少将。

## 経歴
1892年（明治25年）に東京府で生まれた。陸軍士官学校第25期卒業。1939年（昭和14年）8月1日、陸軍歩兵大佐進級と同時に歩兵第1連隊留守隊長に着任した。1940年（昭和15年）8月に歩兵第101連隊長（東部軍・第61独立歩兵団）に就任し、溝ノ口に駐屯した。1942年（昭和17年）8月に中支那下士官候補者隊長に転じた。
1945年（昭和20年）4月1日に独立歩兵第11旅団長（支那派遣軍・第6方面軍）に就任し、6月10日に陸軍少将に進級。京漢線沿線地区の守備に任じ、終戦時は応山に位置した。
1947年（昭和22年）11月28日、公職追放仮指定を受けた。